# 474

## Hlavy států
- Papež – Simplicius (468–483)
- Byzantská říše – Leon I. (457–474) » Leon II. (474–474) » Zenon (474–475, 476–491)
- Západořímská říše – Glycerius (473–474) » Julius Nepos (474–475)
- Franská říše – Childerich I. (458–481)
- Perská říše – Péróz I. (459–484)
- Ostrogóti – Theodemir (465/470–474) » Theodorich Veliký (474–526)
- Vizigóti – Eurich (466–484)
- Vandalové – Geiserich (428–477)